# Океанографічний парк Валенсії
Океанографічний парк Валенсії (кат. L'Oceanogràfic) — океанаріум у Валенсії (Іспанія), найбільший в Європі. На території площею близько 110 000 м² утримуються представники різних морських видів (загальний обсяг води у всіх акваріумах становить 42 млн л). Належить до комплексу будівель, знаного як Місто мистецтв та наук.

## Загальна інформація

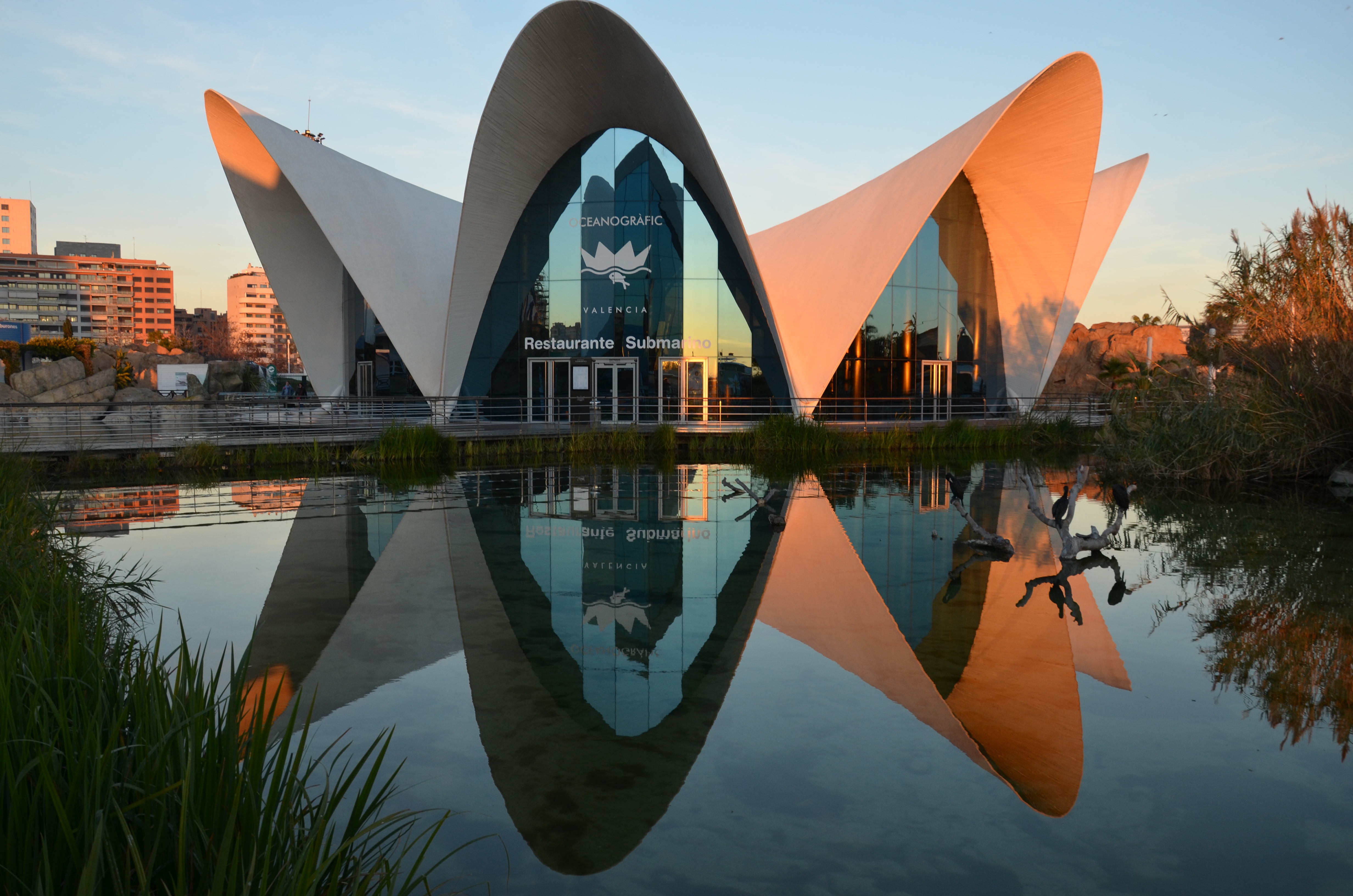
Загальний вид

L'Oceanográfico налічує 45 000 тварин 600 різних видів, включаючи риб, ссавців, птахів, рептилій, безхребетних, серед яких є акули, пінгвіни, дельфіни, морські котики, білухи тощо. Всі вони містяться в дев'яти водних акваріумах у формі веж . Кожна вежа складається із двох рівнів і представляє головні екосистеми планети.
Парк поділено на десять зон. У морських зонах представлені жителі Середземномор'я, полярних океанів Арктики, островів, тропічних морів, морів помірного клімату та Червоного моря. Крім них у парку є один з найбільших дельфінаріїв у світі, з 26 000 кубічних метрів води та завглибшки 10,5 метрів, аудиторія з акваріумом Червоного моря, зона мангрових заростей та боліт, і сад з більш ніж 80 видами різних рослин.
Великий купол, схожий на іглу, містить арктичну зону. Вражаюча сфера заввишки 26 метрів імітує два найбільш унікальних водно-болотних угіддя на планеті: американське мангрове болото та середземноморське болото. Підводний ресторан, розташований у центрі комплексу, є найбільш символічною будівлею Oceanogràfic через особливість свого даху. Розроблений Феліксом Канделою, як і дахи Access Building, нагадує параболоїдну фігуру, схожу на водяну лілію. Розташування великого акваріума на нижньому поверсі робить цю будівлю більш унікальною. 
Морська вода подається з Playa de la Malvarrosa, проходячи всі необхідні вимоги до якості.

## Світлини

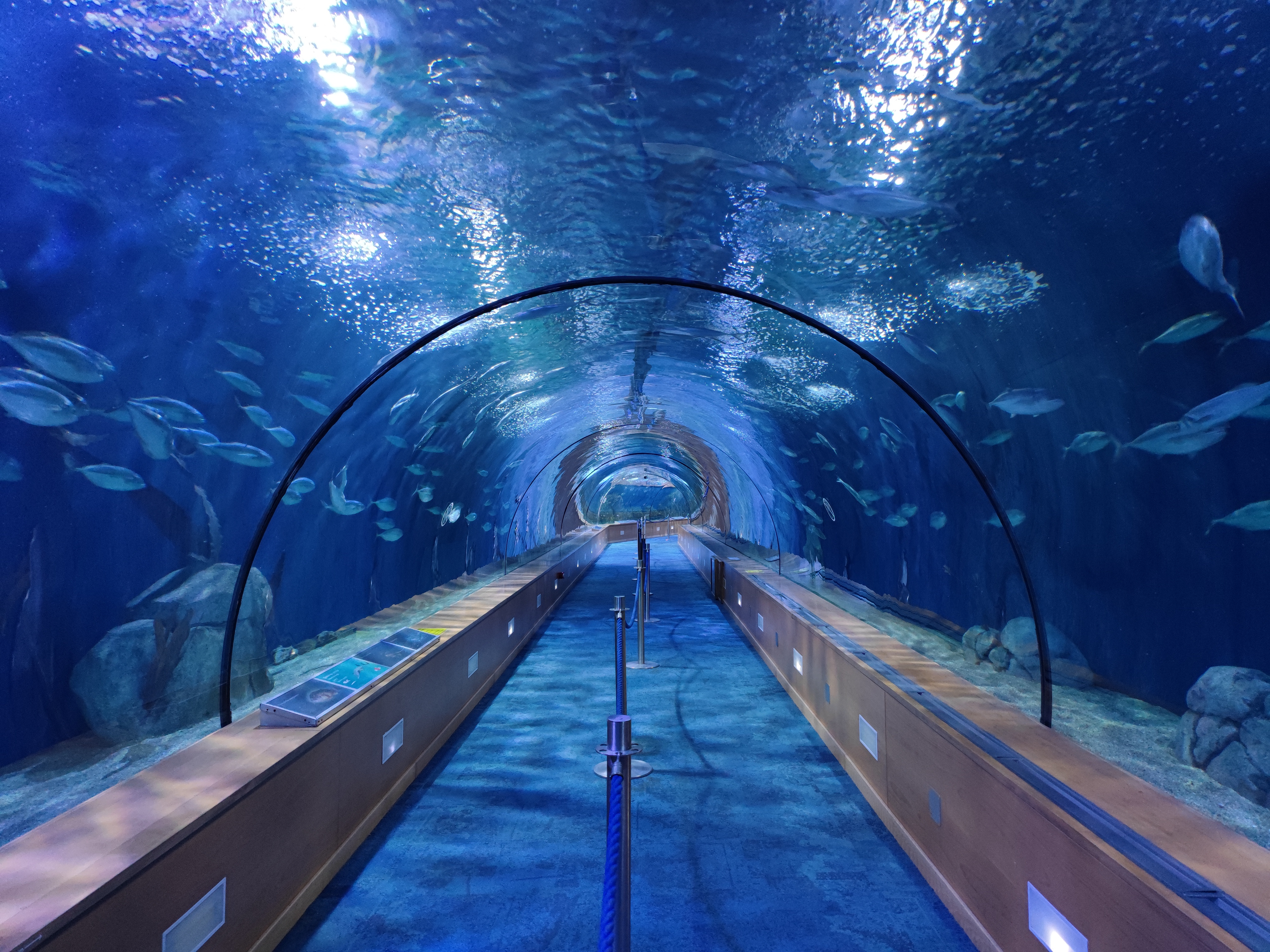
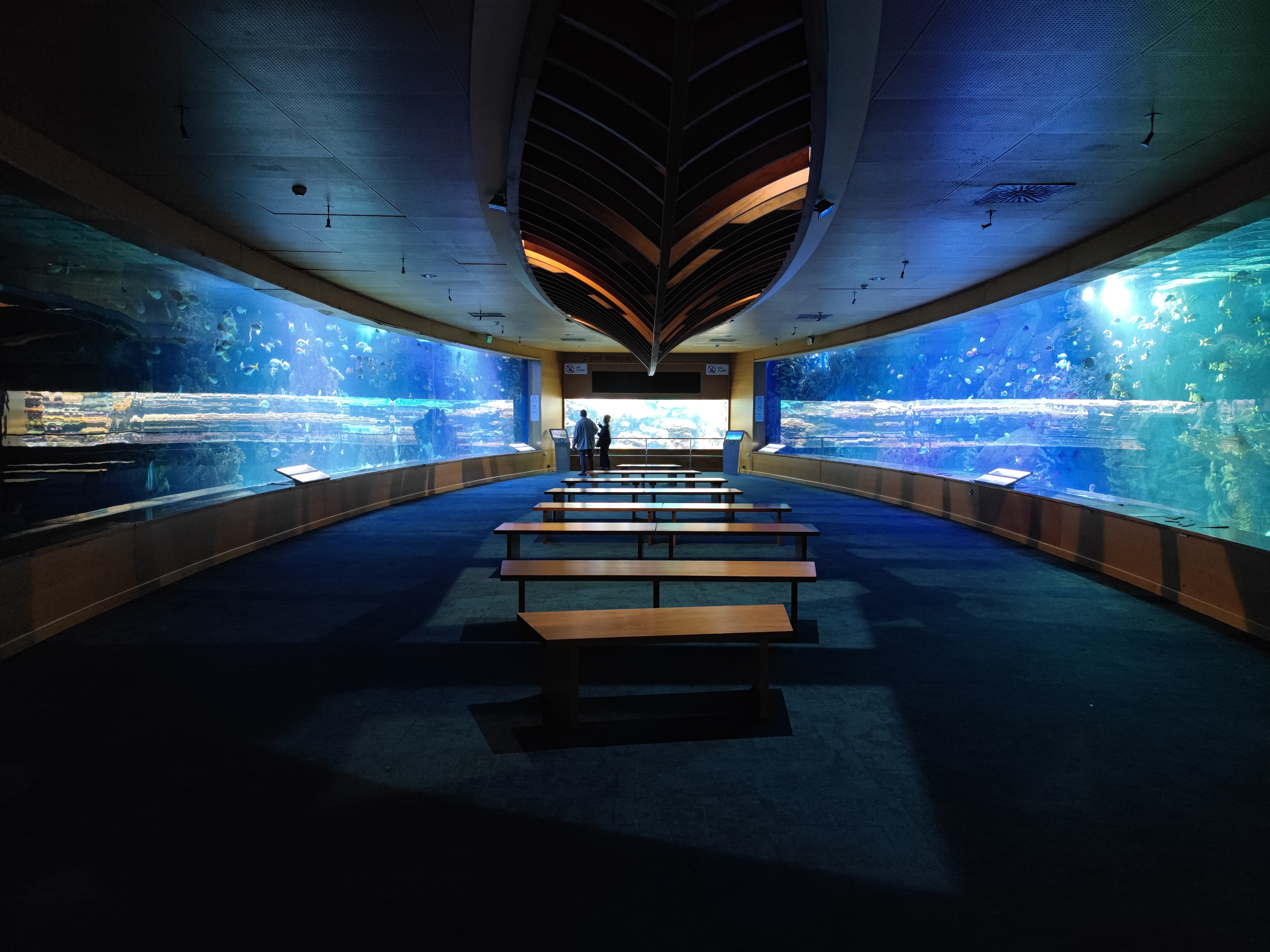
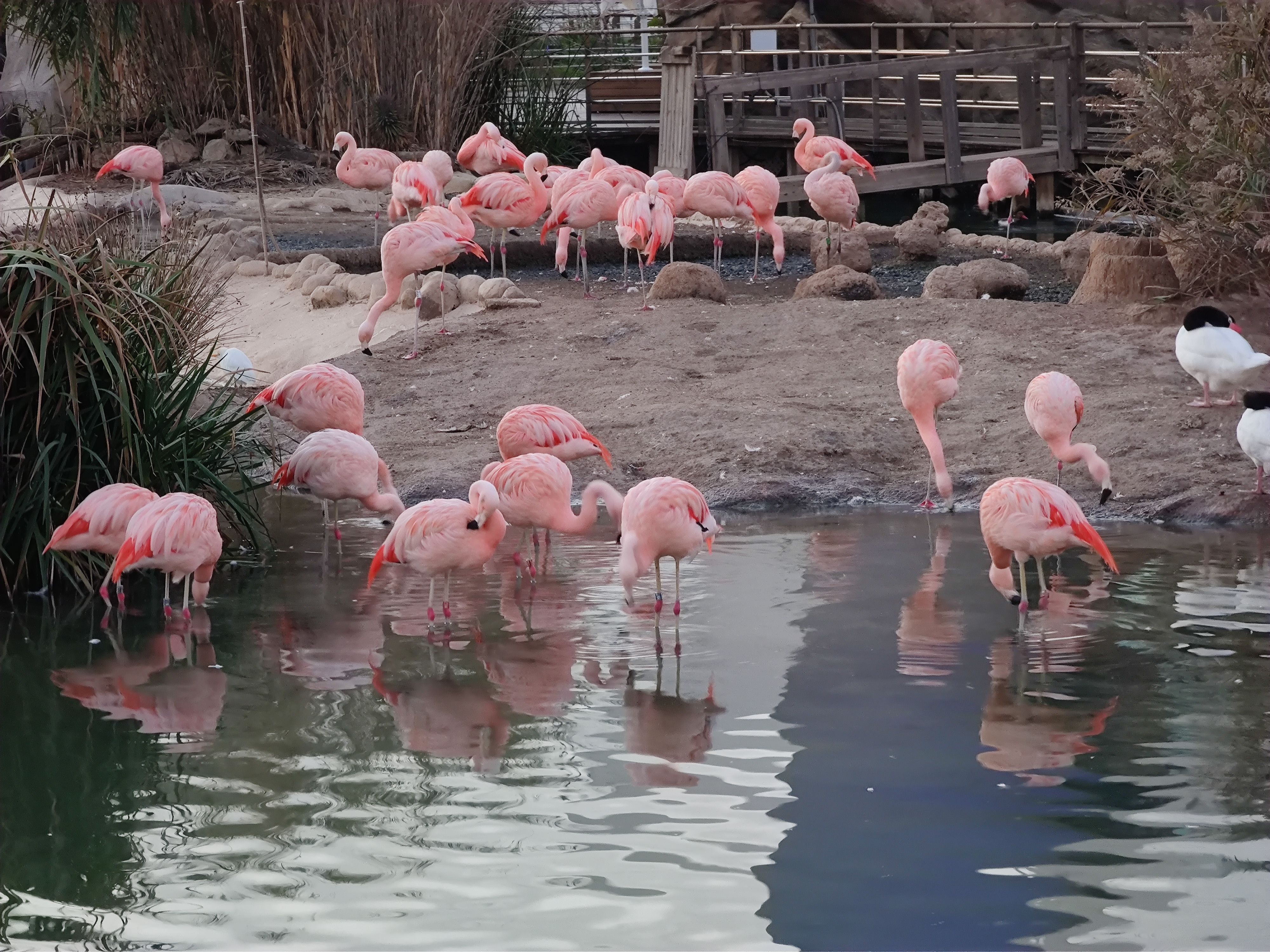
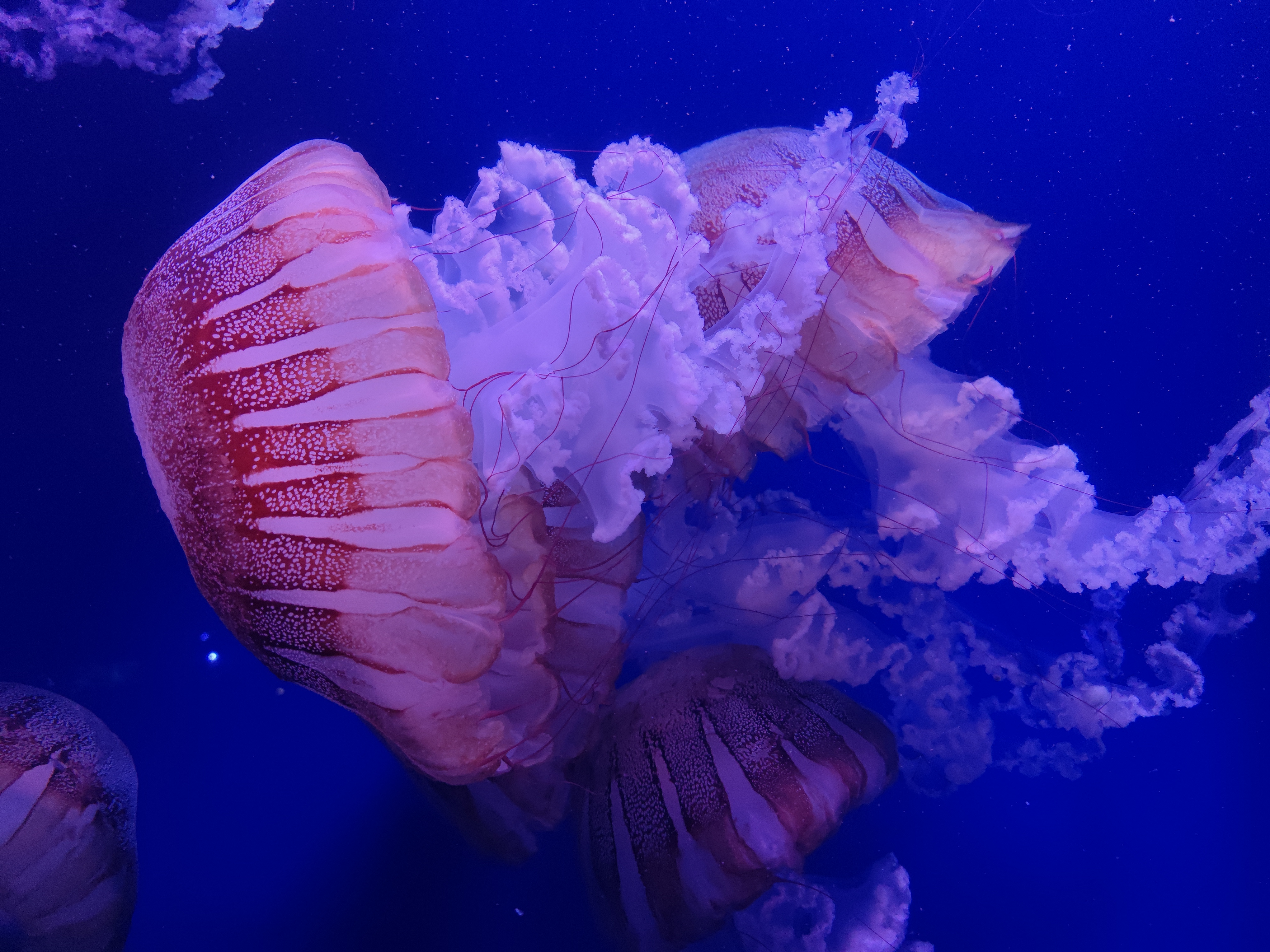